# 南新里 (嘉義縣)
23°29′49″N 120°33′11″E / 23.49694°N 120.55306°E
南新里是中華民國臺灣嘉義縣太保市轄下的行政區，位在太保市的東部。面積約2.259889方公里，行政區包含17個鄰、699戶、數1755人。水牛公園與牛將軍廟為該地景點。

## 地理
南新里東邊是嘉義市西區竹村里、北邊為太保市北新里、西邊是麻寮里、南鄰埤鄉里，地勢平坦，屬於鄉村都市化的村落。

## 聚落歷史
根據資料調查南新里與北新里原本為北新庄後改名為水牛厝。日治時期，實行保甲制度水牛屬於水虞厝所屬保之內。國民政府時期，將水虞厝一、二保，分成南新、北新。而南新是因相對北新而取的。

## 教育
南新里有一座教育設施‑南新國小，建立西元1914年，一開始名為嘉義公學校水虞厝分教場，後來有多次更名，1967年改名為南新國民小學，在埤鄉、麻寮有兩分班，北新里、麻寮里、過溝里、埤鄉里等都在學區裡。

## 文化景點
南新里有兩座宗教設施，恩主宮廟與水牛將軍廟。恩主宮廟為道教廟宇，神像原來供奉於玉泉時濟善堂，後來由一位許姓堂主在家祭拜，後來在西元1955年於後潭濟善堂籌建恩主宮廟。另一座牛將軍廟，有台灣唯一供奉的牛將軍，在總統蔣經國參訪後擴建，位於南新里水牛公園內。水牛公園位於中山路，特色是以牛車車輪做成欄杆的裝置藝術與水牛將軍廟。